# Hotel Ucrania
El Hotel Ucraina (del ruso: Гости́ница «Украи́на»), hoy conocido como Hotel Radisson-Royal (del ruso: Гостиница «Рэдиссон Ройал»), es uno de los siete rascacielos moscovitas diseñados durante el período estalinista y conocidos como los rascacielos de Stalin. 

## Características
Su construcción se inició en septiembre de 1953 y concluyó en 1957. Fue diseñado por los arquitectos Arkadi Mordvínov (1896-1964) y Viacheslav Oltarzhevski (1880-1966). La torre principal tiene 34 pisos y una altura de 198 metros, siendo así el segundo edificio más alto de los rascacielos de Stalin después la torre principal de la Universidad Estatal de Moscú. 
Hasta 1976, año en que fue completado el Westin Peachtree Plaza Hotel de Atlanta (Estados Unidos), fue el hotel más alto del mundo. El edificio fue reestructurado entre 2007 y 2010 y cambió su nombre por el de Radisson Royal Hotel, que cuenta con 505 habitaciones, 38 apartamentos, restaurantes, salas de conferencias y un spa.